# Engerdal
Engerdal è un comune norvegese della contea di Innlandet, distretto di Østerdalen.